# La Dame au pantin
La Dame au pantin est une aquarelle du peintre Félicien Rops. Totalement imprégnée de l’esprit fin de siècle et agrémentée de nombreux motifs symboliques, elle représente un tournant dans la carrière de l’artiste. L’œuvre est la troisième composition d’une série consacrée à ce thème, après La Dame au pantin et à l’éventail de 1873 et la Dame au pantin de 1877,. 

## Histoire
L’aquarelle, réalisée en 1885 par Félicien Rops, était destinée à illustrer Son altesse la femme de Octave Uzanne.
L’œuvre a été acquise en 1997 par le Fonds du patrimoine de la Fondation Roi Baudouin, puis mise en dépôt au Musée Félicien Rops à Namur,.

## Description
L’aquarelle est caractéristique de l’esprit fin de siècle, mais elle contient aussi de très nombreux motifs symboliques et mythologiques qui l’inscrivent dans le courant symboliste. Elle se veut une illustration de la domination féminine, l’homme y étant assujetti au bon vouloir de la femme et humilié. La femme élève dans sa main droite un pantin désarticulé, au corps éventré. Dans sa main gauche, elle tient un poignard ensanglanté. De la plaie s’échappent des pièces d’or, symbole des relations indécentes qu’entretiennent les hommes et les femmes. Plus bas, on reconnaît la vasque du péché originel, autour de laquelle s’est enroulée un serpent. Au pied de cette vasque, un bouffon avec deux ailes tient une marotte macabre. Les deux ailes sont les attributs d’Éros, à cette différence qu’il tient dans les mains le symbole de la mort,. La femme, le bouffon et la vasque sont placés sur une estrade ornée d’un bas-relief, qui porte l’inscription Ubi Mulier ? (« Où est la femme ? »), une question qui renvoie directement à la nature féminine.
Dans son aquarelle, Rops fait référence à plusieurs marionnettes (symboliques) : l’homme en tant que pantin de la femme, la femme elle-même pantin du diable, le bonnet de fou du bouffon, les marionnettes sculptées dans le bas-relief de l’estrade, l’homme et la femme jouets l’un et l’autre du diable. Autant d’éléments qui expriment puissamment la mélancolie du tableau.